# Adelaide Kane
Adelaide Victoria Kane (Claremont, 9 agosto 1990) è un'attrice australiana.
È nota principalmente per i suoi ruoli di Maria Stuarda in Reign, di Genoveffa in C'era una volta e di Cora Hale in Teen Wolf. Il medical drama di successo Grey's Anatomy ha ingaggiato la star di Reign Adelaide Kane per il ruolo di una nuova specializzanda nella diciannovesima stagione, che, negli Stati Uniti, ha dabuttato su ABC il 6 ottobre 2022.

## Biografia
Adelaide è nata a Claremont, un sobborgo di Perth (nell'Australia Occidentale), il 9 agosto del 1990 da padre scozzese originario di Glasgow e da madre australiana d'origini scozzesi, irlandesi e francesi. I genitori divorziarono quand'aveva sette anni, cosicché cresce assieme al fratello minore William con la madre a Perth, dove frequenta le scuole presso l'istituto scolastico St Hilda's Anglican School for Girls. Ha iniziato a esibirsi all'età di 3 anni, iniziando con la danza e poi passando al canto e alla recitazione. All'età di 6 anni ha iniziato a lavorare professionalmente in alcune pubblicità stampate e solo in seguito in spot televisivi. Ha inoltre partecipato a vari programmi televisivi per bambini. In seguito, Adelaide è stata scelta per unirsi al cast di Neighbours come Lolly Allen.
Da marzo a dicembre 2009, Adelaide ha interpretato Tenaya in Power Rangers RPM, parte del franchise Power Rangers. Nell'aprile del 2010, ha recitato nel film televisivo Secrets of the Mountain su NBC. Nel 2010, la Kane ha  recitato nella serie di Hulu Pretty Tough, composta da 20 episodi e basata sul romanzo omonimo scritto da Liz Tigelaar.
Nel 2012, ha interpretato Aubrey nel film Goats. Il 28 novembre 2012 è stato annunciato che la Kane si era unita al cast di Teen Wolf nella parte di Cora Hale. Nel febbraio 2013, Kane è stata scelta per il ruolo di Maria Stuarda nella serie Reign, al fianco di Toby Regbo, che ha riscosso un grande successo. Nello stesso anno ha partecipato al film La notte del giudizio.
Nel 2017 Adelaide è stata scelta da Adam Horowitz e Edward Kitsis per vestire i panni di Genoveffa (Ivy Belfrey) nella serie televisiva fantasy C'era una volta.
Nel 2023 compare in Domani e domani e domani (Tomorrow and Tomorrow and Tomorrow), terzo episodio della seconda stagione di Star Trek: Strange New Worlds, ottava serie live action del franchise di fantascienza Star Trek, in cui interpreta Sera, un'agente temporale Romulana, camuffata da umana e giunta nella Terra del XXI secolo, per alterarne la linea temporale.

## Filmografia

### Cinema
- Donner Pass, regia di Elise Robertson (2011)
- Goats, regia di Christopher Neil (2012)
- La notte del giudizio (The Purge), regia di James DeMonaco (2013)
- Più forte delle parole - Louder Than Words (Louder Than Words), regia di Anthony Fabian (2013)
- Blood Punch, regia di Madellaine Paxson (2014)
- The Devil's Hand, regia di Christian E. Christiansen (2014)
- Acquainted, regia di Natty Zavitz (2018)
- The Swing of Things, regia di Matt Shapira (2019)
- Cosmic Sin, regia di Edward Drake (2021)

### Televisione
- Neighbours – serial TV, 46 episodi (2007)
- Power Rangers RPM – serie TV, 32 episodi (2009)
- Secrets of the Mountain, regia di Douglas Barr – film TV (2010)
- Pretty Tough – serie TV, 5 episodi (2011)
- Teen Wolf – serie TV, 12 episodi (2013)
- Reign – serie TV, 78 episodi (2013-2017)
- Dragons – serie TV, 8 episodi (2016-2018)
- Can't Buy My Love, regia di Farhad Mann – film TV (2017)
- C'era una volta (Once Upon a Time) – serie TV, 13 episodi (2017-2018)
- Il bacio di mezzanotte (A Midnight Kiss) regia di J.B. Sugar – film TV (2018)
- Into the Dark – serie TV, 1 episodio (2019)
- A Sweet Christmas Romance, regia di Michael Robinson – film TV (2019)
- SEAL Team – serie TV, 2 episodi (2019)
- This Is Us - serie TV, 1 episodio (2020)
- Grey's Anatomy - serie TV (2022-in corso)
- Star Trek: Strange New Worlds - serie TV, episodio 2×03 (2023)

## Doppiatrici italiane
Nelle versioni in italiano delle opere in cui ha recitato, Adelaide Kane è stata doppiata da:
- Veronica Puccio in La notte del giudizio, Reign, C'era una volta
- Federica De Bortoli in Power Rangers RPM,
- Gea Riva in Grey's Anatomy
- Francesca Fiorentini in Dragons
- Perla Liberatori in Il bacio di mezzanotte
- Letizia Ciampa in Teen Wolf

## Nomination
- Logie Award al nuovo talento femminile più popolare
- Teen Choice Award alla miglior sorpresa televisiva femminile